# Atan (Armenia)
Atan (in armeno Աթան?) è un comune di 396 abitanti (2001) della Provincia di Lori in Armenia.